# Jennifer Capriati
Jennifer Maria Capriati (Nueva York, 29 de marzo de 1976) es una exjugadora de tenis profesional estadounidense. Miembro del Salón de la Fama del Tenis Internacional, ganó tres torneos de Grand Slam, fue medallista de oro en los Juegos olímpicos de 1992, alcanzó el n.º 1 mundial, y está considerada como una de las cien mejores tenistas de la historia.

## Carrera
Jennifer aprendió a jugar al tenis desde muy pequeña, ya que su padre Stephano le dio las primeras clases. Actualmente, él es su entrenador. Cuando era más joven, fue entrenada por Chris Evert. Se convirtió en profesional el 5 de marzo de 1990, a la edad de 13 años, en su debut en el WTA Tour de Boca Ratón. Se convirtió en la jugadora profesional más joven en jugar una final (13 años y once meses).
Derrotó a 4 jugadoras cabeza de serie en su camino, entre ellas la número 10 del mundo Helena Suková. 
El 9 de abril de 1990 debutó en el WTA ranking en el puesto número 25. Más tarde, ese mismo año, se convirtió en la semifinalista más joven en el Roland Garros, con 14 años y 2 meses, perdiendo ante Mónica Seles. 
Esto la posicionó dentro del top 20 de la WTA. En el torneo de Wimbledon de ese año, se convirtió en la mujer más joven de todas las cabezas de serie. Era cabeza de serie número 12. Jennifer ganó su primer título en Puerto Rico, derrotando a Zina Garrison en la final y convirtiéndose en la cuarta jugadora más joven en ganar un título. Esto la dejó dentro del top 10 del WTA, siendo la mujer más joven en estar dentro de las 10 primeras posiciones a la edad de 14 años y 235 días. Ese mismo año, jugó con la número 1 Steffi Graf un partido de tres sets y terminó la temporada en el puesto número 8 del mundo.
En 1991 alcanzó a llegar a la segunda semifinal de Grand Slam de forma consecutiva con 15 años y 95 días, convirtiéndose en la semifinalista más joven de Wimbledon derrotando a Martina Navratilova en los cuartos de final. Venció a la número uno del mundo Mónica Seles ese año y también defendió el campeonato contra  Sabatini en el Abierto de los Estados Unidos. En 1992 llegó a 3 cuartos de final en Grand Slam. Ganó la medalla de oro en los Juegos Olímpicos de 1992 en Barcelona, derrotando a Steffi Graf en el partido por la medalla de oro. 
Después de algunas derrotas decepcionantes en 1993, Jennifer Capriati se tomó un descanso de las competiciones para concentrarse en su educación universitaria, y después se vio envuelta en una serie de problemas personales y legales. Descubierta por robar en una tienda en diciembre de 1993, Capriati también fue arrestada por posesión de marihuana en mayo de 1994. Retornó a las competiciones de tenis en noviembre de ese año, pero jugó solamente un partido, que perdió para nuevamente dejar de jugar, pero esta vez durante quince meses. Descendió del top 10 en enero de 1994 y no jugó en el WTA tour en 1995.
Volvió a las competiciones en 1996, y aunque tuvo un comienzo dubitativo, finalmente ganó el título en individuales de Luxemburgo el 25 de septiembre de 2000. 
En 2001 comenzó un exitoso retorno, ganando el Abierto de Australia y el Abierto de Francia y defendió con éxito al año siguiente el título obtenido en Australia
Jennifer perdió su primer partido defendiendo el título del Abierto de Australia. Sin embargo, ganó el título en individuales en New Haven, Connecticut el 18 de agosto de ese mismo año, culminando el año en el top 10 del WTA por sexta vez. 
Ganó 42 de 60 partidos jugados, ganando alrededor de 2 millones de dólares en premios.
En el 2003 tenía 14 títulos individuales ganados y un doble junto a Mónica Seles, obtenido en el año 1991 en el Abierto de Italia. Fue número uno en ciertos períodos de 2001 y 2002
En enero de 2004, se retiró del Abierto de Australia debido a un problema en su espalda. En agosto, se vio forzada a abandonar el equipo de tenis de Estados Unidos para los Juegos Olímpicos por una lesión en un tendón y fue reemplazada por Lisa Raymond. En septiembre, en el Abierto de los Estados Unidos, fue derrotada una vez más.
El 15 de abril de 2012, Jennifer fue ingresada al Salón de la Fama del Tenis como reconocimiento a su gran carrera deportiva.
Actualmente reside en Wesley Chapel, Florida.

## Torneos del Grand Slam (3)

### Individuales

#### Títulos (3)
| Año  | Torneo               | Oponente en la final | Resultado        |
| 2001 | Abierto de Australia | Martina Hingis       | 6-4, 6-3         |
| 2001 | Roland Garros        | Kim Clijsters        | 1-6, 6-4, 12-10  |
| 2002 | Abierto de Australia | Martina Hingis       | 4-6, 7-6(7), 6-2 |

## Títulos WTA (15; 14+1)

### Individuales (14)
| Leyenda                    |
| Grand Slam (3)             |
| WTA Tour Championships (0) |
| Juegos Olímpicos (1)       |
| Tier I (2)                 |
| Tier II (4)                |
| Tier III (3)               |
| Tier IV & V (1)            |

| N.º | Fecha                    | Torneo                | Superficie    | Oponente en la final | Resultado        |
| --- | ------------------------ | --------------------- | ------------- | -------------------- | ---------------- |
| 1.  | 22 de octubre de 1990    | San Juan              | Dura          | Zina Garrison        | 5-7, 6-4, 6-2    |
| 2.  | 29 de julio de 1991      | San Diego             | Dura          | Mónica Seles         | 4-6, 6-1, 7-6(2) |
| 3.  | 5 de agosto de 1991      | Toronto               | Dura          | Katerina Maleeva     | 6-2, 6-3         |
| 4.  | 27 de julio de 1992      | JJ.OO. Barcelona 1992 | Tierra batida | Steffi Graf          | 3-6, 6-3, 6-4    |
| 5.  | 24 de agosto de 1992     | San Diego             | Dura          | Conchita Martínez    | 6-3, 6-2         |
| 6.  | 11 de enero de 1993      | Sídney                | Dura          | Anke Huber           | 6-1, 6-4         |
| 7.  | 17 de mayo de 1999       | Estrasburgo           | Tierra batida | Elena Likhovtseva    | 6-1, 6-3         |
| 8.  | 1 de noviembre de 1999   | Quebec                | Dura          | Chanda Rubin         | 4-6, 6-1, 6-2    |
| 9.  | 25 de septiembre de 2000 | Luxemburgo            | Duraa         | Magdalena Maleeva    | 4-6, 6-1, 6-4    |
| 10. | 15 de enero de 2001      | Abierto de Australia  | Dura          | Martina Hingis       | 6-4, 6-3         |
| 11. | 16 de abril de 2001      | Charleston            | Tierra batida | Martina Hingis       | 6-0, 4-6, 6-4    |
| 12. | 28 de mayo de 2001       | Roland Garros         | Tierra batida | Kim Clijsters        | 1-6, 6-4, 12-10  |
| 13. | 14 de enero de 2002      | Abierto de Australia  | Dura          | Martina Hingis       | 4-6, 7-6(7), 6-2 |
| 14. | 18 de agosto de 2003     | New Haven             | Dura          | Lindsay Davenport    | 6-2, 4-0, ret    |

#### Finalista (17)
| #   | Fecha                   | Torneo        | Superficie    | Oponente en la final | Resultado        |
| --- | ----------------------- | ------------- | ------------- | -------------------- | ---------------- |
| 1.  | 11 de marzo de 1990     | Boca Raton    | Dura          | Gabriela Sabatini    | 4-6, 5-7         |
| 2.  | 8 de abril de 1990      | Charleston    | Tierra batida | Martina Navrátilová  | 2-6, 4-6         |
| 3.  | 17 de noviembre de 1991 | Filadelfia    | Dura          | Mónica Seles         | 5-7, 1-6         |
| 4.  | 22 de agosto de 1993    | Toronto       | Dura          | Steffi Graf          | 1-6, 6-0, 3-6    |
| 5.  | 3 de noviembre de 1996  | Chicago       | Dura          | Jana Novotná         | 4-6, 6-3, 1-6    |
| 6.  | 12 de enero de 1997     | Sídney        | Dura          | Martina Hingis       | 1-6, 7-5, 1-6    |
| 7.  | 5 de noviembre de 2000  | Quebec        | Dura (i)      | Chanda Rubin         | 4-6, 2-6         |
| 8.  | 25 de febrero de 2001   | Oklahoma City | Dura (i)      | Mónica Seles         | 3-6, 7-5, 2-6    |
| 9.  | 1 de abril de 2001      | Miami         | Dura          | Venus Williams       | 6-4, 1-6, 6-7(4) |
| 10. | 13 de mayo de 2001      | Berlín        | Tierra batida | Amélie Mauresmo      | 4-6, 6-2, 3-6    |
| 11. | 19 de agosto de 2001    | Montreal      | Dura          | Serena Williams      | 1-6, 7-6(7), 3-6 |
| 12. | 3 de marzo de 2002      | Scottsdale    | Dura          | Serena Williams      | 2-6, 6-4, 4-6    |
| 13. | 1 de abril de 2002      | Miami         | Dura          | Serena Williams      | 5-7, 6-7(4)      |
| 14. | 18 de agosto de 2002    | Montreal      | Dura          | Amélie Mauresmo      | 4-6, 1-6         |
| 15. | 29 de marzo de 2003     | Miami         | Dura          | Serena Williams      | 6-4, 4-6, 1-6    |
| 16. | 27 de julio de 2003     | Stanford      | Dura          | Kim Clijsters        | 6-4, 4-6, 2-6    |
| 17. | 16 de mayo de 2004      | Roma          | Tierra batida | Amélie Mauresmo      | 6-3, 3-6, 6-7(6) |

### Dobles (1)
| Leyenda                    |
| Grand Slam (0)             |
| WTA Tour Championships (0) |
| Juegos Olímpicos (0)       |
| Tier I (12)                |
| Tier II (0)                |
| Tier III (0)               |
| Tier IV & V (0)            |

| N.º | Fecha              | Torneo | Superficie    | Pareja       | Oponentes en la final       | Resultado |
| 1.  | 12 de mayo de 1991 | Roma   | Tierra batida | Mónica Seles | Nicole Bradtke Elna Reinach | 7-5, 6-2  |

#### Finalista (1)
| N.º | Fecha               | Torneo     | Superficie | Pareja      | Oponentes en la final          | Resultado |
| 1.  | 21 de junio de 2003 | Eastbourne | Hierba     | Magüi Serna | Lindsay Davenport Lisa Raymond | 3-6, 2-6  |

## Clasificación Histórica en los Grand Slams
| Torneo               | 1990  | 1991  | 1992  | 1993  | 1994  | 1995  | 1996  | 1997  | 1998  | 1999  | 2000  | 2001  | 2002  | 2003  | 2004  | Career SR |
| -------------------- | ----- | ----- | ----- | ----- | ----- | ----- | ----- | ----- | ----- | ----- | ----- | ----- | ----- | ----- | ----- | --------- |
| Abierto de Australia | A     | A     | QF    | QF    | A     | A     | A     | 1R    | A     | 2R    | SF    | W     | W     | 1R    | A     | 2 / 8     |
| Roland Garros        | SF    | 4R    | QF    | QF    | A     | A     | 1R    | A     | A     | 4R    | 1R    | W     | SF    | 4R    | SF    | 1 / 11    |
| Wimbledon            | 4R    | SF    | QF    | QF    | A     | A     | A     | A     | 2R    | 2R    | 4R    | SF    | QF    | QF    | QF    | 0 / 11    |
| Abierto de EE. UU.   | 4R    | SF    | 3R    | 1R    | A     | A     | 1R    | 1R    | 1R    | 4R    | 4R    | SF    | QF    | SF    | SF    | 0 / 13    |
| Grand Slam SR        | 0 / 3 | 0 / 3 | 0 / 4 | 0 / 4 | 0 / 0 | 0 / 0 | 0 / 2 | 0 / 2 | 0 / 2 | 0 / 4 | 0 / 4 | 2 / 4 | 1 / 4 | 0 / 4 | 0 / 3 | 3 / 43    |

A = Ausente, no participó en el torneo